# Factor VII

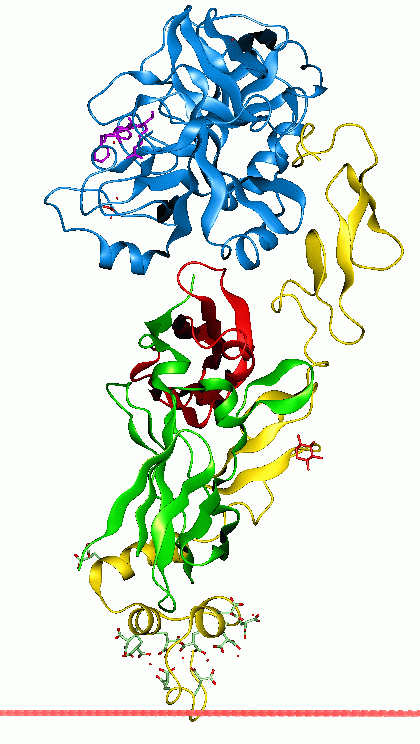
Structura terțiară

Factorul VII (sau proconvertina, EC 3.4.21.21) este un factor implicat în cascada coagulării. La om, este codificată de gena F7. Este o enzimă din clasa serin proteazelor. Este convertit la factorul VIIa ca urmare a lezării tisulare (acesta fiind forma sa activată), care apoi activează factorul IX și factorul X.